# Sylvia Sidney
Sylvia Sidney, ursprungligen Sophia Kosow, född 8 augusti 1910 i Bronx i New York, död 1 juli 1999 i New York, var en amerikansk skådespelare.
Sylvia Sidney var dotter till judisk-ryska invandrare till USA. Hon gick på teaterskola och scendebuterade 16 år gammal, och fick nästan omgående stora roller på Broadway. Filmdebut 1929 i Thru Different Eyes.
Med sitt näpna, hjärtformade ansikte, darrande underläpp och stora sorgsna ögon passade hon utmärkt i roller som förtryckt arbetarklass-flicka i dramer från depressionstiden.
Sidney lämnade filmen i mitten på 1950-talet och var enbart verksam på scenen. Hon gjorde comeback 1973 i Önskningar och drömmar, för vilken hon nominerades till en Oscar. Därefter medverkade hon bland annat i Omen II (1978). Hennes sista filmroll var som den gamla damen som lyssnar på Slim Whitman i Tim Burtons Mars Attacks! (1996).
Hon har en stjärna på Hollywood Walk of Fame vid adressen 6245 Hollywood Blvd.

## Filmografi i urval
- 1929 – Thru Different Eyes
- 1931 – En amerikansk tragedi
- 1932 – Mirakelmannen
- 1936 – Fåglarna sjunga klockan 1.45
- 1936 – Fury
- 1937 – Man lever bara en gång
- 1938 – I skyskrapornas skugga
- 1941 – Vagnarna rulla om natten
- 1945 – Den blodbestänkta solen
- 1952 – Samhällets olycksbarn
- 1973 – Önskningar och drömmar
- 1976 – Demonen
- 1977 – Slaget om Entebbe
- 1978 – Omen II
- 1983 – Copkiller
- 1985 – An Early Frost
- 1988 – Beetlejuice
- 1992 – Ge kärleken en chans
- 1996 – Mars Attacks!